# Хоссейн Магіні
Хоссейн Магіні (перс. حسین ماهینی, нар. 16 вересня 1986, Бушер) — іранський футболіст, захисник клубу «Персеполіс» та національної збірної Ірану.

## Клубна кар'єра
Народився 16 вересня 1986 року в місті Бушер. Вихованець юнацьких команд футбольних клубів «Іранжаван» та «Естеглал».
У дорослому футболі дебютував 2005 року виступами за команду клубу «Естеглал», в якій провів п'ять сезонів, взявши участь у 95 матчах чемпіонату. 
Своєю грою за цю команду привернув увагу представників тренерського штабу клубу «Зоб Ахан», до складу якого приєднався 2010 року. Відіграв за команду з Ісфахана наступні два сезони своєї ігрової кар'єри. Більшість часу, проведеного у складі «Зоб Ахана», був основним гравцем захисту команди.
До складу «Персеполіса» приєднався 2012 року.

## Виступи за збірні
Протягом 2006–2007 років залучався до складу молодіжної збірної Ірану. На молодіжному рівні зіграв у 2 офіційних матчах.
2011 року дебютував в офіційних матчах у складі національної збірної Ірану.

## Титули і досягнення
- Чемпіон Ірану (3):

Персеполіс: 2016-17, 2017-18, 2018-19
- Володар Кубка Ірану (1):

Персеполіс: 2018-19
- Володар Суперкубка Ірану (3):

Персеполіс: 2017, 2018, 2019
Збірні
- Бронзовий призер Азійських ігор: 2006